# 霍华德·舒尔茨
霍華德·舒爾茨（英語：Howard Schultz，1953年7月19日—），猶太人，美国商人、企业家，曾擔任星巴克咖啡的执行董事長和首席執行官，美国西雅圖超音速籃球隊的前老板。他在1998年创立了投资集团Maveron。

## 背景
- 父亲：弗雷德·舒尔茨（Fred Schultz）
  - 弗雷德是一名卡车司机、工厂工人和退伍军人。他从事的是各种低薪、没有保障的工作，劳动条件艰苦，没有医疗保险、养老金或其他福利保障。霍华德·舒尔茨曾多次提到，他父亲在工作中受伤后，没有得到任何保障，这让家里陷入更大的经济困难。这段经历对舒尔茨产生了深刻影响，使他在后来经营星巴克时非常注重员工福利，确保员工拥有健康保险等保障。
- 母亲：伊莱恩·舒尔茨（Elaine Schultz）
  - 伊莱恩是家庭主妇，负责照顾孩子和家庭。她对家庭的支持虽然不体现在职业上，但在维持家里基本生活方面起到了重要作用。舒尔茨小时候，母亲曾有希望他成为一名大学毕业生，因为她相信这可以帮助他摆脱贫困。

### 2. 兄弟姐妹
- 舒尔茨在家中是长子，有两个弟妹：
  - 弟弟：罗尼·舒尔茨（Ronnie Schultz）
    - 舒尔茨的弟弟，家庭信息中关于他的公开资料较少。他们在贫困中一起长大，兄弟关系深厚，霍华德的成长环境和奋斗精神也受到家庭责任感的驱使。

  - 妹妹：桑迪·舒尔茨（Sandy Schultz）
    - 他的妹妹同样成长于布鲁克林的贫困环境中。舒尔茨的母亲和他一样希望桑迪也能够过上比父母更好的生活。

## 职业生涯
舒尔茨的商业探险源于1981年，当时他从纽约前去西雅圖，拜訪一家名为星巴克的咖啡豆零售商店，该店从他那里购买了很多汉马普拉斯的瑞典式滴滤咖啡壶。
他花了一年的时间游说星巴克的老板聘用他。1982年，他加盟了西雅图的星巴克咖啡公司，担任市場总监。

## 宣布退休
2018年6月4日，霍華德·舒爾茨突然宣佈，將在2018年6月26日从星巴克执行董事长职务上退休，外界揣測，多次對政治議題表態的舒爾茨，將可能投入2020年美國總統選舉。
2022年至2023年，霍華德·舒爾茨又担任星巴克临时首席执行官。不過霍華德·舒爾茨依然是星巴克董事会名誉主席。此外他還創立舒尔茨基金会。

## 著作
| 年份       | 書名 | 出版社       | ISBN               |
| ---------- | --- | ------------ | ------------------ |
| 1998年出版 | Schultz, Howard and Yang, Dori JonesPour Your Heart Into It: How Starbucks Built a Company One Cup at a Time Hyperion 1997 台灣繁體中文版《STARBUCKS咖啡王國傳奇》 | 聯經出版公司 | ISBN 9570817917    |
| 2011年出版 | Schultz, Howard and Gordon, Joanne Onward: How Starbucks Fought for Its Life without Losing Its Soul Rodale 2011 台灣繁體中文版《勇往直前：我如何拯救星巴克》      | 聯經出版公司 | ISBN 9789570837902 |
| 2020年出版 | From the Ground Up: A Journey to Reimagine the Promise of America 台灣繁體中文版《平地而起：星巴克與綠圍裙背後的承諾》                                             | 聯經出版公司 | ISBN 9789570855210 |